# Ogród Zoologiczny w Katowicach
Miejski Ogród Zoologiczny w Katowicach – nieistniejący już ogród zoologiczny, który funkcjonował w latach 1925–1957 przy ul. Bankowej w Katowicach.

## Historia

### Miejski Ogród Naukowy
Po przyłączeniu Katowic do Polski w 1922 przy ul. Bankowej 7 założono staraniem m.in. dyrektora Ogrodnictwa Miejskiego Paula Sallmanna Miejski Ogród Naukowy. W 1925 powstała ptaszarnia, w której zaczęto trzymać rodzime gatunki. Tak powstał zaczątek zwierzyńca, nazywanego oddziałem zoologicznym.
Część założenia stanowił ogród botaniczny z poszczególnymi przestrzeniami otoczonymi kamiennymi krawężnikami. Klatki dla zwierząt znajdowały się we wschodniej części zespołu, wzdłuż muru. Przed klatkami znajdowała się drewniana ptaszarnia. Przedwojenny zwierzyniec posiadał staw z rybami. Na jego terenie istniała stacja meteorologiczna i zegar słoneczny.
W porze letniej 1929 roku Miejski Ogród Naukowy odwiedzało w dni świąteczne średnio 8000 osób, zaś w dni powszednie 2000, w porze zimowej odpowiednio 2000 i 1000 osób. Więcej zwierząt pojawiło się, gdy komisariat policji z Siemianowic oddał do zwierzyńca lisy. Zaczęto dodawać nowe klatki i woliery. We wrześniu 1928 właściciel drezdeńskiego cyrku Johann Stosch-Sarrasani ofiarował Katowicom dwie młode lwice, nazywały się – Saras i Ani. Skrupulatnie odnotowywano ofiarodawców zwierząt, które trafiały do zwierzyńca na Bankowej lub zagród utrzymywanych również na terenie Parku Kościuszki, gdzie planowano z czasem przenieść większość kolekcji. W 1929 w Miejskim Ogrodzie Naukowym na Bankowej trzymano: lwice, hienę cętkowaną, niedźwiedzia malajskiego, dwa wilki, sześć makaków, dwie uistiti, dziewięć lisów, zające, króliki, wiewiórki, świnki morskie, żółwie, węże, salamandrę. W ptaszarni trzymano: orlika krzykliwego, sokoła wędrownego, pustułkę, krogulca, kanię czarną, myszołowa, puchacza, sowę uszatą, papugi i gatunki rodzime.

### Ogród zoologiczny
Po zakończeniu II wojny światowej lokalne Towarzystwo Ochrony Zwierząt podjęło inicjatywę o przekształceniu oddziału zoologicznego ogrodu naukowego w samodzielny ogród zoologiczny. Starania te zakończyły się sukcesem już w 1946 roku, jednak zmodernizowany obiekt udostępniony został dla pierwszych zwiedzających dopiero cztery lata później. W chwili powstania był to trzeci publiczny ogród zoologiczny na terenie Górnego Śląska, po ogrodach zoologicznych w Bytomiu oraz Opolu. Dyrektorem obiektu został Tadeusz Bandur, późniejszy dyrektor ogrodu zoologicznego w Chorzowie. Na początku lat 50. ogród zajmował powierzchnię ok. 9 ha i zamieszkiwany był przez 400 zwierząt, reprezentujących 86 gatunków. Udostępniany był dla zwiedzających w sezonie trwającym od początku maja do końca października. Zakończenie działalności zoo było wynikiem powstania nowocześniejszego i znacznie większego ogrodu zoologicznego na terenie Parku Śląskiego w Chorzowie.
Po zlikwidowaniu pozostałości infrastruktury, na terenie dawnego ogrodu zoologicznego zbudowano kampus Uniwersytetu Śląskiego.